# Claudius Tanski
Claudius Tanski (* 1959 in Essen) ist ein deutscher Pianist und Hochschullehrer.

## Leben
Tanski studierte zunächst bereits während seiner Schulzeit an der Folkwang-Hochschule in Essen (Prof. Georg Stieglitz) und wechselte anschließend an das Salzburger Mozarteum (Hans Leygraf), dann nach Wien (Heinz Medjimorec) und später nach London, wo er bei Alfred Brendel studierte.
Er erlangte eine Reihe von Preisen und Auszeichnungen und konzertierte bei internationalen Musikfestivals.
Tanski unternahm Konzertreisen durch Europa, die USA, Südamerika, Indien, Iran, Japan und Südostasien. Als Klaviersolist trat er u. a. unter István Dénes, George Hanson, Juri Temirkanow, Martin Sieghart, David Stern und Heinz Wallberg auf.
Im Bereich der Kammermusik spielte Tanski mit Clemens Hagen, Boris Pergamenschikow, Benjamin Schmid, Frank Peter Zimmermann und Tabea Zimmermann. Er war auch Liedbegleiter von Rita Streich und Eva Lind.
Tanski wirkt als Professor für Klavier an der Universität Mozarteum Salzburg.
Nach langjähriger Ehe konvertierte er nach einer persönlichen Begegnung mit Joseph Ratzinger von den Baptisten zum Katholizismus und wechselte ins Kloster der Erzabtei St. Peter.